# Heinemann Stern
Heinemann Stern (geboren 21. Dezember 1878 in Nordeck; gestorben 22. Dezember 1957 in Rio de Janeiro) war ein deutscher Pädagoge.

## Leben
Heinemann Stern war ein Sohn des Kaufmanns Meyer Stern, der Synagogenältester und Gemeindevorsteher der Jüdischen Gemeinde in Nordeck war. Stern leistete Wehrdienst, trat 1906 in Tarnowitz in den Schuldienst ein und wurde Lehrer in Kattowitz. Verheiratet war er mit Johanna Schäffer.  Nachdem Oberschlesien 1922 polnisch geworden war, ging er nach Berlin und wurde Lehrer an der Jüdischen Mittelschule, 1931 wurde er zum Schulrektor befördert. Stern war Mitglied des Hauptvorstandes des Central-Vereins deutscher Staatsbürger jüdischen Glaubens (CV), Mitglied im Großrat des Preußischen Landesverbandes jüdischer Gemeinden und Vorsitzender des Reichsverbandes der jüdischen Lehrervereine. Im Central-Verein war er Mitglied der Abwehr-Abteilung (Abwehr des Antisemitismus). 1924 gab er ein Handbuch für Redner des CV heraus. Er war Mitglied der Timendorfer Jubiläums-Loge, die zu den Berliner Logen des Ordens B’nai B’rith gehörte.
Stern wurde 1929 mit einer pädagogischen Dissertation in Hamburg promoviert. Er veröffentlichte mehrere pädagogische Schriften, so noch 1938 im nationalsozialistischen Deutschland eine „Didaktik der jüdischen Schule“.
Stern und seiner Frau gelang im Mai 1940 noch die Emigration nach Brasilien; seine Schwester in Berlin, deren Zwillingstöchter in den Niederlanden und sein Bruder in Göppingen und dessen Frau und eine Tochter wurden Opfer des Holocaust.

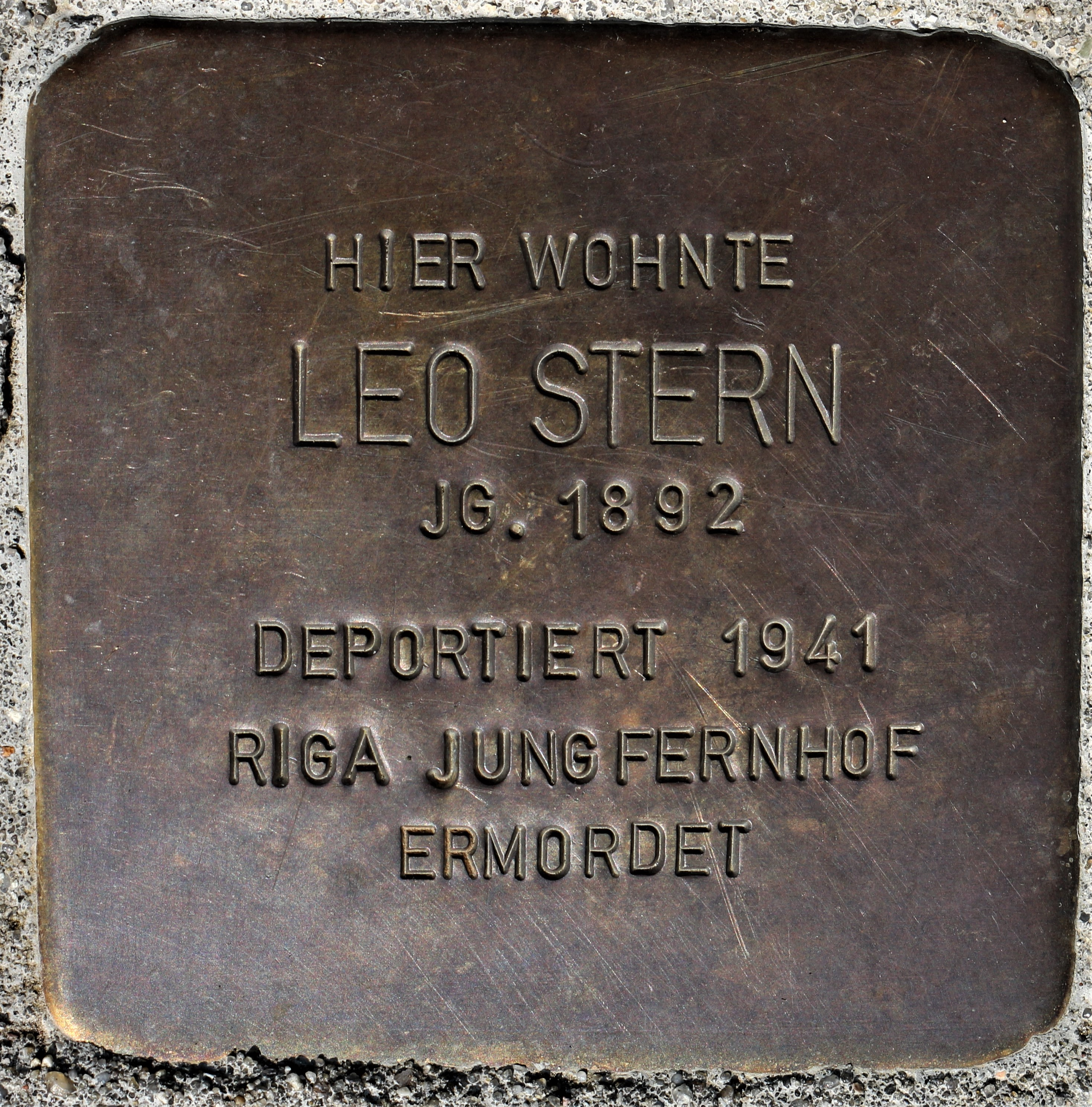
Stolperstein für den Bruder Leo Stern in Göppingen

## Schriften (Auswahl)
- Geist und Wille. Versuch eines Ausgleichs zwischen Intellektualismus und Voluntarismus. Leipzig: Klinkhardt, 1920
- Aufsatzunterricht. Kritik und Aufbau. Leipzig: Klinkhardt, 1921
- Psychologie des Religionsunterrichts mit besonderer Berücksichtigung des jüdischen. Vorwort Leo Baeck. Berlin: Philo, 1924
- Angriff und Abwehr: ein Handbuch uber die Judenfrage. Philo Verlag, 1924
- Untersuchung über das Interesse der Schüler am Unterricht. Charlottenburg, 1932. Hamburg, Phil. Diss., 1929
- Die Timendorfer Jubilaeums-Loge U.O.B.B. in ihrem ersten Jahrzehnt, 1920–1930. Festschrift zur Zehnjahrfeier am 9 Maerz 1930. Berlin, 1930
- mit Hans Gaertner, Otto Geismar und anderen: Didaktik der juedischen Schule. In Gemeinschaft mit Fachlehrern. Berlin: Jüdischer Buchverlag, 1938
- Hans Chanoch Meyer (Hrsg.): Heinemann Stern, Warum hassen sie uns eigentlich? Jüdisches Leben zwischen den Kriegen. Erinnerungen. Düsseldorf: Droste, 1970
- Jüdische Jugend im Umbruch – Schicksale deutscher Juden dargestellt in Briefen Jugendlicher an ihren ehemaligen Schuldirektor. Briefe nach Berlin und Rio de Janeiro, 1937–1952. Herausgegeben, eingeleitet und mit Erläuterungen versehen von Aubrey Pomerance, Eva Rohland und Joachim Schlör. Neofelis Verlag, Berlin 2019.